# Mullbacktjärnen, Hälsingland
Mullbacktjärnen är en sjö i Ljusdals kommun i Hälsingland och ingår i Ljusnans huvudavrinningsområde.